# 藤堂高猷
藤堂 高猷（とうどう たかゆき）は、伊勢津藩の第11代藩主。藤堂家宗家11代。

## 生涯
文化10年（1813年）2月9日生まれ。文政7年12月（1825年）に父・高兌が死去し、翌年2月29日 (旧暦)に跡を継ぐ。文政8年（1825年）3月15日、将軍徳川家斉に御目見する。文政9年12月16日（1827年）、従四位下・侍従・和泉守に叙任する。天保11年（1840年）11月16日、左少将に任官する。万延元年12月16日（1861年）、左中将に任官する。明治元年（1868年）3月晦日、従四位上に昇進する。
天保13年（1842年）、幕命により伊勢神宮警備を務め、砲台を築いている。このことから有造館校長の斎藤拙堂とともに西洋式軍制を取り入れるなどの兵制改革に努め、文久3年（1863年）には天誅組の変を鎮圧し、元治元年（1864年）も京都守衛のため兵を送った。
幕末期、高猷は佐幕派で公武合体を推進していたが、あまり幕政には関わらなかった。慶応4年（1868年）の戊辰戦争の緒戦である鳥羽・伏見の戦いでは、当初は旧幕府軍に与していた。しかし橋本を守備していた津藩兵が新政府軍に転じ、幕軍を攻撃。新政府軍勝利の一因となった。さらに戊辰戦争、箱館戦争にも派兵した。
明治2年、津八幡宮境内に三重県護国神社の前身となる表忠社を創建し、津藩士の御霊を祀った。
明治4年（1871年）6月28日、家督を次男の高潔に譲って隠居する。明治28年（1895年）2月9日、83歳の長寿で死去した。
新撰組の八番隊組長・藤堂平助は高猷の落胤というが、真相は定かではない。

## 栄典
- 1887年（明治20年）12月26日 - 正三位[1]
- 1895年（明治28年）
  - 2月10日 - 正二位[2]
  - 2月11日 - 勲二等瑞宝章[2]

## 系譜
- 父：藤堂高兌
- 母：愛川氏 − 側室
- 養母：永井直進の娘
- 正室：藤堂高允の娘
- 側室：橋本氏 − 側室
  - 長男[要出典]：藤堂高潔（1837−1889）
  - 三男：黒田長知（1839-1902）
  - 四男：脇坂安斐（1840-1908）
  - 五男：松平定昭（1845-1872）